# Robert Delannoit
Robert Delannoit (Geraardsbergen, 9 maart 1922 - Vilvoorde, september 2010) was een Belgische atleet, die was gespecialiseerd in het snelwandelen. Hij veroverde vijfmaal een Belgische titel.

## Loopbaan
Delannoit begon net als zijn broers met boksen. Na een aantal amateurkampen stopte hij om medische redenen. Hij verhuisde in 1948 naar Brussel en werd er politieagent. Hij begon met snelwandelen.
In 1949 nam Delannoit deel aan de wereldkampioenschappen snelwandelen in Parijs. Hij behaalde een 22e plaats. Het jaar nadien nam hij op de 10 km snelwandelen deel aan de Europese kampioenschappen in Brussel. Hij behaalde een zesde plaats.
Delannoit veroverde ook vijf Belgische titels snelwandelen.

### Clubs
Delannoit was aangesloten bij White Star. 

### Familie
Robert Delannoit is de broer van bokser Cyriel Delannoit. Hij was ook accordeonspeler en de grootoom van zanger Dean Delannoit.

## Belgische kampioenschappen
| onderdeel             | jaar             |
| --------------------- | ---------------- |
| 10.000 m snelwandelen | 1952, 1953, 1955 |
| 50 km snelwandelen    | 1953, 1955       |

## Palmares

### 10.000 m snelwandelen
- 1950: 6e EK in Brussel - 50.22,6
- 1952:  BK AC - 50.00,8
- 1953:  BK AC - 51.26,4
- 1955:  BK AC - 52.54,4

### 50 km snelwandelen
- 1952:  BK AC - 5:08.22
- 1953:  BK AC - 5:21.00
- 1955:  BK AC - 5:16.15